# Haselau
Haselau település Németországban, Schleswig-Holstein tartományban. Lakosainak száma 1124 fő (2023. december 31.). Haselau Stade és Seestermühe községekkel határos.

## Népesség
A település népességének változása:
| Lakosok száma | 912  | 1047 | 1063 | 1091 | 1089 | 1124 |
|               | 1975 | 2017 | 2019 | 2021 | 2022 | 2023 |